# Ford Cortina
O Ford Cortina é um carro familiar de tamanho médio fabricado pela Ford of Britain em vários modelos desde 1962 a 1982. Uma curiosidade é que o Ford Cortina foi fabricado e vendido também na Argentina, como Ford Taunus. No Brasil, a Ford preferiu fabricar o modelo norte-americano Ford Maverick, uma vez que o único motor Ford disponível dessa classe no Brasil era o do extinto Aero Willys, de seis cilindros, que não cabia no cofre do Ford Taunus, mas caberia no cofre do Maverick.